# (1788) Kiess
(1788) Kiess – planetoida z pasa głównego planetoid okrążająca Słońce w ciągu 5 lat i 181 dni w średniej odległości 3,11 au. Została odkryta 25 lipca 1952 roku w Goethe Link Observatory (Indiana Asteroid Program) w Brooklynie w stanie Indiana. Nazwa planetoidy pochodzi od Carla Clarence'a Kiessa (1887–1967), amerykańskiego astronoma. Przed nadaniem nazwy planetoida nosiła oznaczenie tymczasowe (1788) 1952 OZ.